# Carlo Rizzarda
Carlo Rizzarda (Feltre, 23 gennaio 1883 – Feltre, 4 maggio 1931) è stato un artista italiano, mastro ferraio specialista nello stile liberty.

## Biografia
Figlio di Luigi e di Tommasina Saccari, trascorse l'infanzia presso lo storico palazzo D'Antona, in Via Mezzaterra, dove il padre aveva l'officina di carradore, artigiano che costruisce e ripara i carri agricoli e carrozze da traino.
A 16 anni iniziò a lavorare presso un fabbro di Farra (località di Feltre) e a frequentare una scuola serale di disegno, dove vinse un premio come migliore allievo nel corso di Disegno industriale. Per quattro anni fu allievo del professor Giacomo Adolfatto. Nel 1904 vinse una borsa di studio a Milano, che gli permise di essere assunto nell'officina artistica del celebre mastro ferraio Alessandro Mazzucotelli.
Nel 1905 s'iscrisse alla scuola di disegno promossa della Società Umanitaria, all'epoca gestita da Eugenio Quarti e con Mazzucotelli come professore per il corso di fabbri-oratisti. In quegli anni frequenta anche il corso di stilistica presso l'Accademia di belle arti di Brera, con il professor Osimo.
Dal 1907 al 1911 insegnò disegno a Milano e Lodi. Nel 1911 acquistò insieme a un collega il laboratorio di Giuseppe Marinoni, che si trovava in via Cappuccini 15, dando così vita alla nuova ditta "Officina costruzioni in ferro". Nel 1916 partì per la prima guerra mondiale e fu solo al suo rientro che riprese l'attività artistica, prima collaborando con la ditta Bernotti e poi decidendo di fondare una società propria nel 1919. L'apice della sua affermazione artistica e della sua bottega la ebbe nel 1923 alla Biennale delle arti decorative di Monza.
Partecipando a numerosi esposizioni in tutto il mondo, Rizzarda divenne famoso anche in Sudamerica e, nel 1925, gli fu commissionata la realizzazione della cancellata in bronzo e ferro battuto per la basilica di Nostra Signora della Mercede a Buenos Aires.
Nel 1926 acquistò palazzo Bovio-Villabruna-Cumano a Feltre per raccogliere le sue opere e gli oggetti d'arte che aveva acquistato; ne affidò il restauro all'architetto Alberto Alpago Novello.
Morì nel 1931 a seguito di un incidente stradale.
È sepolto a Feltre nella tomba che aveva fatto costruire per i genitori che però morirono dopo di lui.

## Galleria d'arte moderna
A seguito della morte di Carlo Rizzarda, il comune di Feltre ereditò tutte le sue proprietà (il palazzo e la collezione d'arte). Da questo lascito è nata la Galleria d'arte moderna Carlo Rizzarda.

## Riconoscimenti
La città di Feltre lo ricorda dando il suo nome all'Istituto Professionale per l'industria e l'artigianato e intitolandogli una via.